# Робін (співачка)
Робін Міріам Карлссон, сценічне ім'я Robyn (англ. Robin Miriam Carlsson; нар. 12 червня 1979, Стокгольм, Швеція) — шведська електропоп/сінті-поп-співачка, автор пісень, ді-джей та музичний продюсер. У 1995 випустила свій дебютний альбом «Robyn Is Here». Має два сингли, які досягли вершини чарту Billboard Hot 100: «Do You Know (What It Takes)» та «Show Me Love». Лауреатка трьох номінацій на Греммі. Станом на 2018 випустила 8 студійних альбомів, дві музичні збірки та 5 міні-альбомів.

## Життєпис
Робін Міріам Карлссон народилася 12 червня 1979 у шведському місті Стокгольм.

## Особисте життя
У 2003 співачка почала зустрічатися із Олофом Інгером; пара заручилася у 2011, але пізніше порвала стосунки. У 2013 вона заручилася із відеографером Максом Віталі. Після випуску альбому «Body Talk» пара порвала відносини, але відновила їх у 2018

## Дискографія
- Robyn Is Here (1995)
- My Truth (1999)
- Don't Stop the Music (2002)
- Robyn (2005)
- Body Talk Pt. 1 (2010)
- Body Talk Pt. 2 (2010)
- Body Talk (2010)
- Honey[en] (2018)